# Epitausa violascens
Epitausa violascens là một loài bướm đêm trong họ Erebidae.